# Kongress in Łęczyca

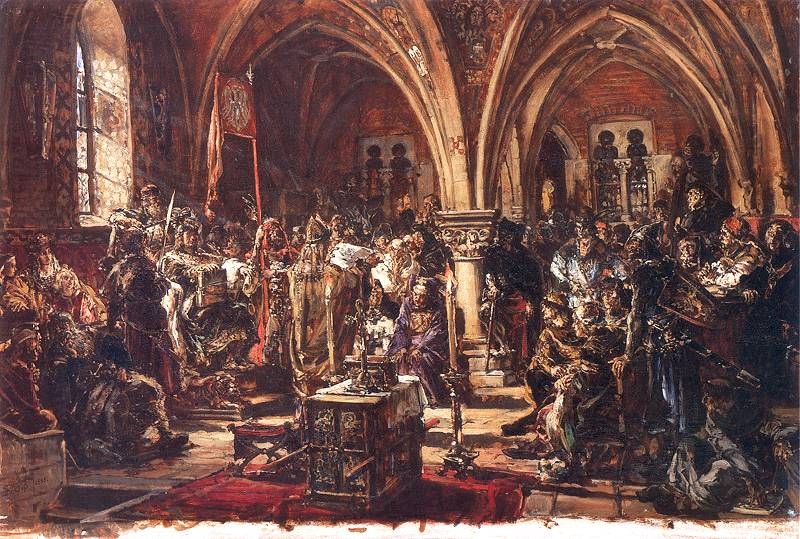
Gemälde von Jan Matejko

Der Kongress Łęczyca (polnisch: Zjazd w Łęczycy) fand 1180 in Łęczyca auf Initiative des polnischen Klerus und in Opposition zum polnischen Seniorherzog Kasimir dem Gerechten in einer Zeit der schwachen Zentralgewalt in Polen statt. 

## Kongress
Am Kongress nahmen neben acht Bischöfen auch die wichtigsten weltlichen Würdenträger Polens teil. Es wurde beschlossen, dass die Rechte des Monarchen insbesondere gegenüber dem Klerus beschnitten werden sollten. Der Monarch sollte keine Dienste und Lebensmittel aus Kirchenvermögen bei Reisen durch Kirchenbesitz fordern dürften. Weiterhin sollte das Spolienrecht des Monarchen eingeschränkt werden, also die Verfügungsgewalt über das Vermögen eines verstorbenen Bischofs. 
Im Gegenzug beschloss der Kongress Abweichungen vom Testament Boleslaus Schiefmunds von 1138. Kasimir der Gerechte durfte den Titel des Seniorherzogs an seine Nachkommen vererben und musste diesen nicht an den Ältesten unter den Piasten abgeben, wie es das Testament Boleslaus vorgesehen hatte. Gleichzeitig wurde ihm gestattet über das Gebiet der Seniorherzogtums verfügen, insbesondere seine Grenzen ändern oder es teilen. 
Die Beschlüsse des Kongresses wurden von Papst Alexander III. bestätigt, der damit auch Kasimir als Seniorherzog von Polen anerkannte. Auch Kaiser Friedrich Barbarossa erkannte die Beschlüsse und Kasimir an.
Der Kongress von Łęczyca gilt in der polnischen Rechtsgeschichte als erster Sejm, da auf dem Kongress erstmals die Stände die Macht des Monarchen begrenzten und hiermit einen Präzedenzfall schufen, aus dem sich im Spätmittelalter das polnische Parlament entwickelte.